# Clearwater (Alberta)
Clearwater – rzeka o długości 203 km w południowej części kanadyjskiej prowincji Alberta. Wypływa z Gór Skalistych i wpływa do rzeki Saskatchewan Północny.